# Василенко, Владимир Павлович
Влади́мир Па́влович Василе́нко (род. 26 октября 1951) — советский и российский актёр театра и кино. Заслуженный артист Российской Федерации (2025).

## Биография
В 1972 году окончил Театральное училище имени Щукина. С 1976 года служит в Российском академическом молодёжном театре.

## Творчество

### Роли в театре
- «Тень» Е. Шварца (реж. Ю. Ерёмин) — Тайный советник (спектакль снят с репертуара)
- 1989 — «Приключения Тома Сойера» М. Твена (реж. Д. Крэнни) — Мэфф Поттер
- 2001 — «Лоренцаччо» А. де Мюссе (реж. А. Бородин) — Изгнанник
- 2002 — «Эраст Фандорин» Б. Акунина (реж. А. Бородин) — Пыжов
- 2003 — «Таня» А. Арбузова (реж. А. Пономарёв) — Башняк, Фурманов, 2-й гость (спектакль снят с репертуара)
- 2006 — «Самоубийца» Н. Эрдмана (реж. В. Смехов) — Отец Елпидий
- 2009 — «Приглашение на казнь» В. Набокова (реж. П. Сафонов) — Заместитель управляющего города, Дед
- 2010 — «Чехов-GALA» по одноактным пьесам А. Чехова (реж. А. Бородин) — Лука
- 2022 — «Душа моя Павел» (реж. А. Бородин) — Сущ[2]

### Роли в кино
- 1972 — Масштабные ребята — Лёня Курин
- 1973 — Великие голодранцы — комсомолец, балалаечник (автор второго куплета частушек)
- 1980 — Взвейтесь, соколы, орлами! — эпизод
- 1983 — Понедельник — день тяжёлый (фильм-спектакль) — Сироткин-Амурский
- 1985 — Рассказ барабанщика — Вася Буркин
- 1989 — Прямая трансляция — работник котельной
- 1991 — Номер «люкс» для генерала с девочкой — эпизод
- 2006 — Рельсы счастья — Пух

## Награды
- Заслуженный артист Российской Федерации (30 мая 2025 года) — за вклад в развитие отечественной культуры и искусства, многолетнюю плодотворную деятельность[3].